# سردیس سنگی بانوی اشکانی

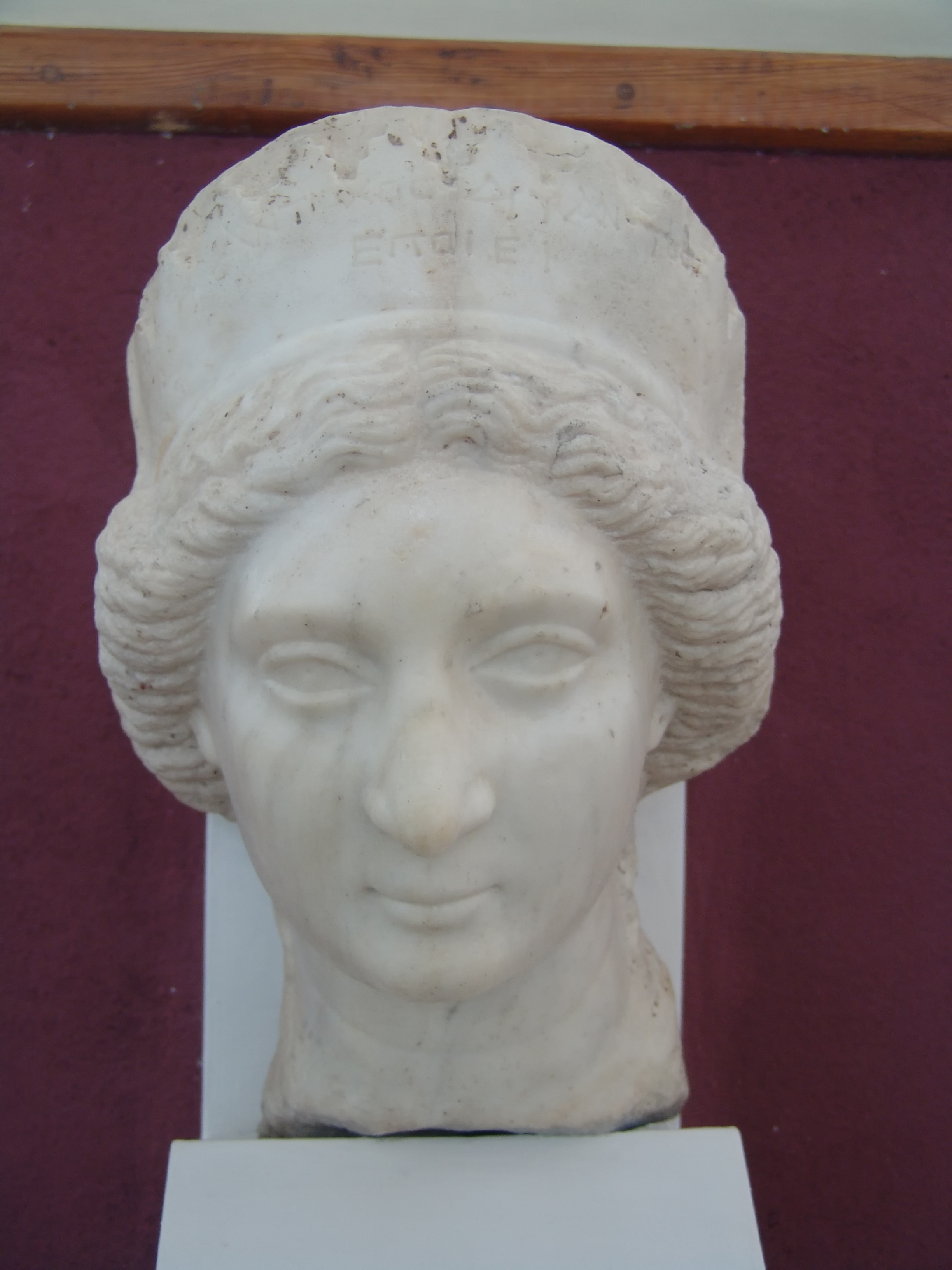

سردیس سنگی بانوی اشکانی یک اثر باستانی است که بنا بر روایتی متعلق به ملکه موزا، همسر رومی فرهاد چهارم پادشاه اشکانی است. این سردیس از جنس سنگ می‌باشد و در موزه ایران باستان واقع در تهران نگهداری می‌شود.